# Август Младший
Август Младший (нем. August der Jüngere; 10 апреля 1579, Данненберг — 17 сентября 1666, Вольфенбюттель) — герцог Брауншвейг-Вольфенбюттельский с 1635 года. Седьмой и младший ребёнок герцога Генриха Брауншвейгского.

## Биография
Август Младший — сын герцога Генриха Брауншвейгского (1533—1598) и его жены Урсулы Саксен-Лауэнбургской (1552—1620), дочери герцога Франца I Саксен-Лауэнбургского (1510—1581).
Получил тщательное воспитание, в 1594—1599 годах учился в Ростоке и Тюбингене и затем, попутешествовав некоторое время, поселился в Хитцаккере, где он в продолжение 30 лет вполне предавался своей склонности к научным занятиям.
Под именем Gustavus Selenus Август издал сочинение «Шахматы, или Королевская игра» (Das Schach oder Königsspiel, Лейпциг, 1616 год), долгое время пользовавшееся большой известностью, и «Cryptomenyticae et Cryptographiae libri IX» (Люнебург, 1624 год). Гравюры к первому изданию книги «Шахматы, или Королевская игра» создал известный нидерландский гравёр Якоб ван дер Хейден. На одной из них изображён и играющий в шахматы автор сочинения. В книге подробно описываются правила игры не только в традиционные, но и в курьерские шахматы (распространённые в Германии в XIII—XVIII веках). В книге размещено первое сохранившееся до нашего времени изображение так называемых «лунных шахмат».
Когда после смерти Фридриха Ульриха Брауншвейг-Вольфенбюттельского в 1634 году угасла средняя линия Брауншвейгско-Вольфенбюттельского дома, Август получил во владение княжество Вольфенбюттельское. В качестве правителя он оказал большие услуги своей стране, водворив в ней порядок после того страшного расстройства, в которое она была приведена Тридцатилетней войной.
В 1651 году он издал превосходный школьный устав, в 1657 году — устав церковный, заботился об урегулировании права и податной системы, учредил богатую библиотеку в Вольфенбюттеле (до 180 тысяч томов), продолжал также свои ученые занятия, плодом которых были его «Geschichte des Herrn Jesu» (1640 год) и «Evang. Kirchenharmonie» (1644 год).
Похоронен в церкви Святой Марии в Вольфенбюттеле.

## Потомки
В 1607 году женился на Кларе Марии Померанской, дочери герцога Богуслава XIII Померанского и вдове герцога Сигизмунда Августа Мекленбургского. В браке с Августом родила двоих детей (дочь и сына), которые не выжили.
Овдовев в 1623 году, он вновь вступил в брак с Доротеей Ангальт-Цербстской (1607—1634), дочерью принца Рудольфа Ангальт-Цербстского (1576—1621). Вторая жена родила ему пятерых детей:
- Генрих Август (1625—1627)
- Рудольф Август (1627—1704), герцог Брауншвейга-Вольфенбюттеля (с 1685 года, совместно со младшим братом Антоном Ульрихом), женат на Кристине Елизавете Барби-Мюлингенской (1634—1681), затем морганатическим браком на Розине Елизавете Менте (1663—1701).
- Сибилла Урсула (1629—1671)
- Клара Августа (1632—1700), замужем за герцогом Фридрихом Вюртемберг-Нейенштадтским (1615—1682).
- Антон Ульрих (1633—1714), герцог Брауншвейга-Вольфенбюттеля (1685—1714, до 1704 года совместно со старшим братом Рудольфом Августом).

В очередной раз лишившись жены в 1634 году, он взял в 1635 году в жены Елизавету Софию Мекленбургскую (1613—1676), дочь герцога Мекленбурга Иоганна Альбрехта II (1590—1636), от которой имел троих детей:
- Фердинанд Альбрехт I (1636—1687), герцог Брауншвейг-Люнебурга
- Мария Елизавета (1638—1687), замужем за герцогом Адольфом Вильгельмом Саксен-Эйзенахским (1632—1668), затем за Альбрехтом Саксен-Кобургским (1648—1699).
- Кристоф Франц (1639—1639)